# Csavarhúzó

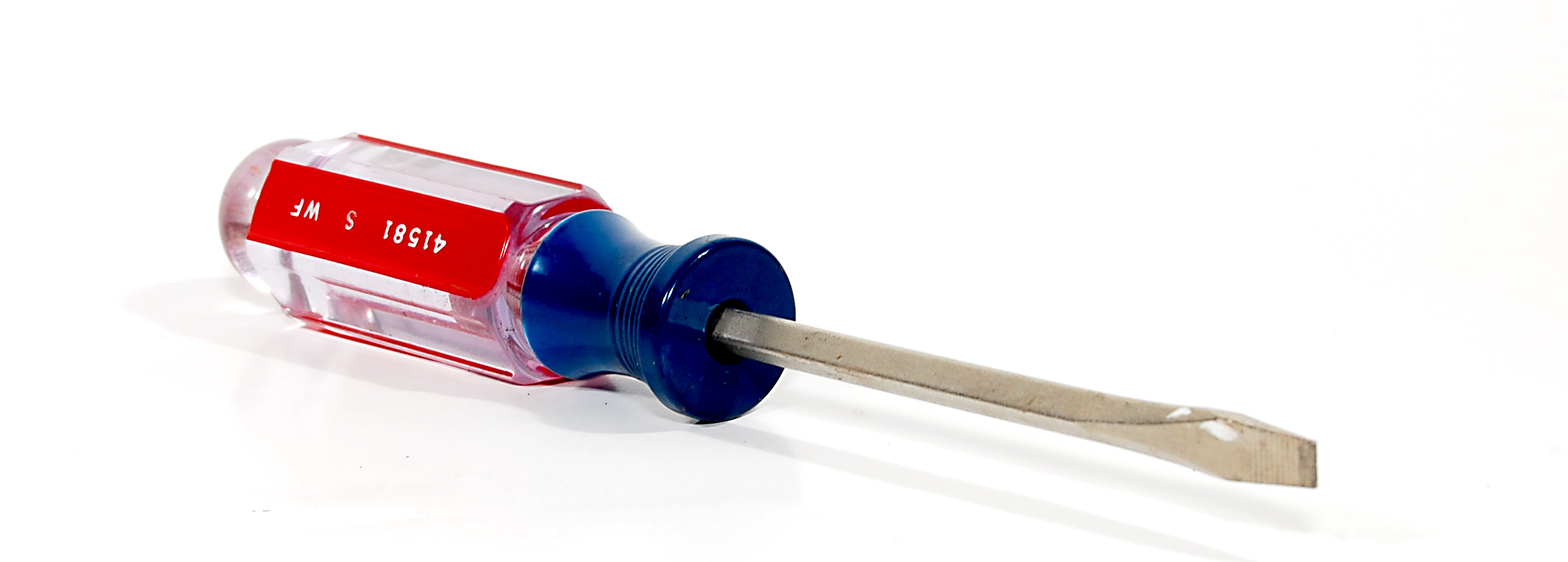
Lapos csavarhúzó

A csavarhúzó egy kézi vagy motoros szerszám, amelyet csavarok tekerésére használnak. Egy tipikus egyszerű csavarhúzónak egy nyele és egy szára van, amely egy hegyben végződik, amelyet a felhasználó a csavarfejbe helyez, mielőtt elfordítja a nyelét. A csavarhúzónak ezt a formáját több helyen felváltotta egy modernebb és sokoldalúbb eszköz, az akkus csavarhúzó, mivel ezek gyorsabbak, egyszerűbbek, és lyukakat is tudnak fúrni. A szár általában kemény acélból készül, hogy ellenálljon a hajlításnak vagy csavarodásnak. A hegye lehet edzett, hogy ellenálljon a kopásnak, lehet sötét hegybevonattal kezelve a hegy és a csavar közötti jobb vizuális kontraszt érdekében, vagy lehet bordázott vagy kezelt a jobb tapadás érdekében. A markolat jellemzően fa, fém vagy műanyag és általában hatszögletű, négyzet vagy ovális keresztmetszetű, hogy javítsa a fogást és megakadályozza a szerszám elgurulását, ha leteszik. Egyes kézi csavarhúzók cserélhető hegyekkel rendelkeznek, amelyek a szár végén lévő foglalatba illeszkednek, és azok mechanikusan vagy mágnesesen tartják őket. Ezek gyakran üreges nyéllel rendelkeznek, amely különböző típusú és méretű hegyeket tartalmaz, valamint megfordítható racsnis működéssel, amely egyszerű kézmozdulatokkal többszörös teljes fordulatot tesz lehetővé.
A csavarhúzót a hegye alapján osztályozzák, amely úgy van kialakítva, hogy illeszkedjen a megfelelő csavarfejhez. A megfelelő használathoz az szükséges, hogy a csavarhúzó hegye a vele azonos méretű és típusú csavar fejébe illeszkedjen. A csavarhúzók sokféle típusban és méretben kaphatók. A két legelterjedtebb az egyszerű lapos típus a hornyos csavarokhoz, és a kereszthornyú vagy csillagcsavarhúzó a keresztfejű vagy Phillips csavarokhoz.

## Fordítás
- Ez a szócikk részben vagy egészben  a   Screwdriver című angol Wikipédia-szócikk fordításán alapul.  Az eredeti cikk szerkesztőit annak laptörténete sorolja fel. Ez a jelzés csupán a megfogalmazás eredetét és a szerzői jogokat jelzi, nem szolgál a cikkben szereplő információk forrásmegjelöléseként.